# USS Baldwin (DD-624)
Эскадренный миноносец «Бэлдуин» (англ. USS Baldwin (DD-624)) — американский эсминец типа Gleaves.
Заложен на верфи Seattle Tacoma Shipbuilding, Сиэтл 19 июля 1941 года. Спущен 14 июня 1942 года, вступил в строй 30 апреля 1943 года.
Выведен в резерв 20 июня 1946 года.
16 апреля 1961 года сел на грунт западнее мыса Montaun Point, штат Нью-Йорк, в результате обрыва троса при буксировке.
Из ВМС США исключён 1 июня 1961 года.
Поднят 4 июня 1961 года и затоплен на глубине 500 метров 5 июня 1961 года.